# Myosorex kihaulei
Myosorex kihaulei là một loài động vật có vú trong họ Chuột chù, bộ Soricomorpha. Loài này được Stanley & Hutterer mô tả năm 2000.